# Playlist : The Very Best Of Mariah Carey
Albums de Mariah Carey
Memoirs of an Imperfect Angel
(25 septembre 2009) Merry Christmas II You
(2 novembre 2010)
Playlist : The Very Best Of Mariah Carey est une compilation de morceaux de Mariah Carey sortie le 26 janvier 2010.
Le disque est composé de pochettes en carton recyclées et comprend de nombreux bonus tels que : le tracklisting des titres, des photos, la discographie de l'artiste, le classement des singles issus de cette compilation ainsi que des fonds d'écrans. Le disque est considéré comme une playlist des chansons favorites des fans.

## Liste des pistes

### CD1
1. Dreamlover
2. Bliss
3. Melt Away
4. Breakdown (feat. Bone Thugs-n-Harmony)
5. Make It Happen
6. Outside
7. Vanishing
8. Looking In
9. Emotions
10. Babydoll
11. I Am Free
12. Fantasy (feat. Ol' Dirty Bastard)
13. Underneath the Stars
14. Rainbow (Interlude)